# Ruedi Wild
Ruedi Wild (Richterswil, 3 april 1982) is een triatleet uit Zwitserland. Hij nam namens zijn vaderland deel aan de Olympische Spelen (2012) in Londen, waar hij eindigde op de 39ste plaats in de eindrangschikking met een tijd van 1:51.10. 

## Palmares

### triatlon
- 2010: 12e WK sprint afstand - 53.51
- 2013: 92e WK olympische afstand - 230 p